# Bolawatta
Bolawatta är en administrativ by i Sri Lanka.   Den ligger i provinsen Nordvästprovinsen, i den sydvästra delen av landet, 40 km norr om huvudstaden Colombo.